# Karl-Heinz Fiege
Karl-Heinz Fiege, alternative Schreibweise Karlheinz Fiege (* 24. Februar 1928 in Hamburg), ist ein deutscher Schauspieler bei Bühne und Fernsehen.

## Leben und Wirken
Fiege erhielt Ende der 1940er Jahre seine künstlerische Ausbildung bei Eduard Marks in seiner Heimatstadt Hamburg, anschließend gab er sein Debüt an Hamburgs Kammerspielen. Ab 1950 wirkte Fiege an Spielstätten in Bonn, Flensburg, erneut Hamburg, Heidelberg, Essen, Wuppertal, Köln und die Städtischen Bühnen in Frankfurt. Hörfunk und Synchron. Ab 1957 trat Karl-Heinz Fiege auch in Fernsehproduktionen auf, 1967/68 sah man ihn auch in drei Kinofilmen. Nach 1980 konzentrierte er sich ausschließlich auf seine Bühnenarbeit und trat bis kurz vor der Jahrhundertwende unter anderem am Bonner Contra-Kreis-Theater auf, wo er bereits seit 1974 zu sehen war und auch inszenierte (das Stück Vabanque, 1978).

## Filmografie
- 1957: Das heiße Herz
- 1963: Verkündigung
- 1964: Wilde Spiele-Die Tigervilla (TV-Serie): Auge in Auge
- 1967: Es bleibt unter uns
- 1967: Drei Jahre
- 1967: Eine Handvoll Helden
- 1967: Sieben Wochen auf dem Eis
- 1967: Dynamit in grüner Seide
- 1968: Der Turm der verbotenen Liebe
- 1968: Sherlock Holmes: Das Haus bei den Blutbuchen
- 1969: Die Freier
- 1969: Epitaph für einen König
- 1969: Rebellion der Verlorenen
- 1969: Der Tanz des Sergeanten Musgrave
- 1970: Wie eine Träne im Ozean
- 1970: Merkwürdige Geschichten (TV-Serie): Nicht von dieser Welt
- 1971: Der Pedell
- 1975: Des Christoffel von Grimmelshausen abenteuerlicher Simplicissimus
- 1975: Die Verschwörung des Fiesco zu Genua
- 1976: Sperrmüll
- 1980: Die unsterblichen Methoden des Franz Josef Wanninger (TV-Krimiserie): Einladung in die Oper